# San Román (provincie)
San Román is een provincie in de regio Puno in Peru. De provincie heeft een oppervlakte van 2.278 km² en telt 293.697 inwoners (2015). De hoofdplaats van de provincie is het district Juliaca; dit district vormt eveneens de stad (ciudad) Juliaca.

## Bestuurlijke indeling
De provincie San Román is verdeeld in vijf districten, UBIGEO tussen haakjes:
- (211102) Cabana
- (211103) Cabanillas
- (211104) Caracoto
- (211101) Juliaca, hoofdplaats van de provincie en vormt de stad (ciudad) Juliaca
- (211105) San Miguel

Azángaro · Carabaya · Chucuito · El Collao · Huancane · Lampa · Melgar · Moho · Puno · San Antonio de Putina · Sandia · San Román · Yunguyo